# Mistrovství Itálie ve sportovním lezení
Mistrovství Itálie ve sportovním lezení (italsky: Campionato italiano di arrampicata) jsou národní mistrovství ve sportovním lezení, pořádané Italskou federací sportovního lezení - Federazione Arrampicata Sportiva Italiana (FASI), první se uskutečnilo v roce 1985.
Závodí se v lezení na obtížnost (od roku 1985) a od roku 2000 také v lezení na rychlost a v boulderingu (italsky: lead, speed, boulder). Mistrovství v jednotlivých disciplínách probíhala jak ve stejných městech současně, tak i zvlášť v jiných městech.

## Výsledky mistrovství

### Obtížnost
|          | Rok  | Místo        | Muži                | Muži                | Muži                             | Ženy                | Ženy                | Ženy                |
| 1. místo | Rok  | Místo        | 2. místo            | 3. místo            | 1. místo                         | 2. místo            | 3. místo            |                     |
| -------- | ---- | ------------ | ------------------- | ------------------- | -------------------------------- | ------------------- | ------------------- | ------------------- |
| I.       | 1985 | Bardonecchia | Roberto Bassi       | Andrea Gallo        | Mario Roversi                    | Luisa Iovane        | Emanuela Lanza      | Giuliana Scaglioni  |
| II.      | 1986 | Bardonecchia | Roberto Bassi       | Andrea Di Bari      | Maurizio Giordani                | Rosanna Manfrini    | Giuliana Scaglioni  | Emanuela Lanza      |
| III.     | 1987 | Turín        | Marzio Nardi        | Andrea Gallo        | Andrea Di Bari                   | Luisa Iovane        | Laura Ferrero       | Daniela Luzzini     |
| IV.      | 1988 | Turín        | Marzio Nardi        | Alberto Gnerro      | Andrea Di Bari                   | Luisa Iovane        | Daniela Luzzini     | Raffaella Valsecchi |
| V.       | 1989 |              | Alberto Gnerro      | Stefano Alippi      | Andrea Gallo                     | Paola Pons          | Luisa Iovane        | Raffaella Valsecchi |
| VI.      | 1990 |              | Alberto Gnerro      | Severino Scassa     | Andrea Gallo                     | Luisa Iovane        | Daniela Luzzini     | Raffaella Valsecchi |
| VII.     | 1991 |              | Severino Scassa     | Luca Giupponi       | Nicola Sartori                   | Daniela Luzzini     | Paola Pons          | Raffaella Valsecchi |
| VIII.    | 1992 |              | Alberto Gnerro      | Luca Giupponi       | Nicola Sartori                   | Luisa Iovane        | Antonella Strano    | Raffaella Negretti  |
| IX.      | 1993 |              | Luca Zardini        | Stefano Alippi      | Alberto Gnerro                   | Luisa Iovane        | Lisa Benetti        | Antonella Strano    |
| X.       | 1994 | Padova       | Luca Zardini        | Cristian Brenna     | Stefano Alippi                   | Luisa Iovane        | Antonella Strano    | Nadia Tiraboschi    |
|          |      |              |                     |                     |                                  |                     |                     |                     |
| XI.      | 1995 | Courmayeur   | Cristian Brenna     | Luca Zardini        | Donato Lella                     | Raffaella Valsecchi | Stella Marchisio    | Laura Ferrero       |
| XII.     | 1996 | Turín        | Luca Zardini        | Cristian Brenna     | Luca Giupponi                    | Luisa Iovane        | Raffaella Valsecchi | Stella Marchisio    |
| XIII.    | 1997 | Longarone    | Christian Core      | Cristian Brenna     | Luca Zardini                     | Stella Marchisio    | Luisa Iovane        | Lisa Benetti        |
| XIV.     | 1998 | Aprica       | Cristian Brenna     | Flavio Crespi       | Bernardino Lagni                 | Jenny Lavarda       | Luisa Iovane        | Stella Marchisio    |
| XV.      | 1999 | Aprica       | Cristian Brenna     | Bernardino Lagni    | Stefano Alippi                   | Jenny Lavarda       | Luisa Iovane        | Martina Artioli     |
| XVI.     | 2000 | Turín        | Luca Zardini        | Luca Giupponi       | Alberto Gnerro                   | Jenny Lavarda       | Luisa Iovane        | Mirella Frati       |
| XVII.    | 2001 | Sesto        | Bernardino Lagni    | Flavio Crespi       | Luca Zardini                     | Lisa Benetti        | Luisa Iovane        | Jenny Lavarda       |
| XVIII.   | 2002 | Aprica       | Flavio Crespi       | Bernardino Lagni    | Cristian Brenna                  | Jenny Lavarda       | Lisa Benetti        | Luisa Iovane        |
| XIX.     | 2003 | Pene         | Flavio Crespi       | Bernardino Lagni    | Luca Zardini                     | Jenny Lavarda       | Luisa Iovane        | Claudia Salvadori   |
| XX.      | 2004 | Aprica       | Flavio Crespi       | Fabrizio Droetto    | Luca Zardini                     | Jenny Lavarda       | Luisa Iovane        | Angelika Rainer     |
|          |      |              |                     |                     |                                  |                     |                     |                     |
| XXI.     | 2005 | Valdagno     | Flavio Crespi       | Luca Zardini        | Massimo Battaglia                | Jenny Lavarda       | Lisa Benetti        | Claudia Battaglia   |
| XXII.    | 2006 | Premana      | Flavio Crespi       | Fabrizio Droetto    | Donato Lella                     | Jenny Lavarda       | Luisa Iovane        | Manuela Valsecchi   |
| XXIII.   | 2007 | Valdagno     | Flavio Crespi       | Luca Zardini        | Gabriele Moroni                  | Jenny Lavarda       | Angelika Rainer     | Sara Avoscan        |
| XXIV.    | 2008 | Valdagno     | Luca Zardini        | Nicola De Mattia    | Jacopo Larcher                   | Jenny Lavarda       | Manuela Valsecchi   | Anna Gislimberti    |
| XXV.     | 2009 | Valdagno     | Luca Zardini        | Gabriele Moroni     | Flavio Crespi                    | Jenny Lavarda       | Anna Gislimberti    | Manuela Valsecchi   |
| XXVI.    | 2010 | Turín        | Luca Zardini        | Silvio Reffo        | Donato Lella                     | Jenny Lavarda       | Andrea Pruenster    | Manuela Valsecchi   |
| XXVII.   | 2011 | Aprica       | Marcello Bombardi   | Stefano Ghisolfi    | Silvio Reffo Francesco Vettorata | Jenny Lavarda       | Sara Avoscan        | Andrea Pruenster    |
| XXVIII.  | 2012 | Aprica       | Stefano Ghisolfi    | Francesco Vettorata | Nicola De Mattia                 | Jenny Lavarda       | Andrea Ebner        | Claudia Ghisolfi    |
| XXIX.    | 2013 | Turín        | Stefano Ghisolfi    | Silvio Reffo        | Francesco Vettorata              | Claudia Ghisolfi    | Federica Mingolla   | Asja Gollo          |
| XXX.     | 2014 | Bolzano      | Stefano Ghisolfi    | Michael Piccolruaz  | Marcello Bombardi                | Asja Gollo          | Jenny Lavarda       | Claudia Ghisolfi    |
|          |      |              |                     |                     |                                  |                     |                     |                     |
| XXXI.    | 2015 | Trento       | Stefano Ghisolfi    | Francesco Vettorata | Marcello Bombardi                | Laura Rogora        | Jenny Lavarda       | Asja Gollo          |
| XXXII.   | 2016 | Cavareno     | Francesco Vettorata | Stefano Ghisolfi    | Giorgio Bendazzoli               | Laura Rogora        | Andrea Ebner        | Jenny Lavarda       |
| XXXIII.  | 2017 | Valdagno     | Stefano Ghisolfi    | Marcello Bombardi   | Francesco Vettorata              | Jenny Lavarda       | Laura Rogora        | Asja Gollo          |

### Rychlost
|          | Rok  | Místo               | Muži               | Muži               | Muži              | Ženy                   | Ženy                   | Ženy               |
| 1. místo | Rok  | Místo               | 2. místo           | 3. místo           | 1. místo          | 2. místo               | 3. místo               |                    |
| -------- | ---- | ------------------- | ------------------ | ------------------ | ----------------- | ---------------------- | ---------------------- | ------------------ |
| I.       | 2000 | Turín               | Riccardo Scarian   | Luca Giupponi      | Luca Zardini      | Jenny Lavarda          | Cinzia Donati          | Valentina Garavini |
| II.      | 2001 | Sesto               | Luca Giupponi      | Christian Sordo    | Luca Zardini      | Cinzia Donati          | Valentina Garavini     | Claudia Salvadori  |
| III.     | 2002 | Aprica              | Riccardo Scarian   | Roberto Colonetti  | Christian Sordo   | Jenny Lavarda          | Claudia Salvadori      | Luisa Iovane       |
| IV.      | 2003 | Pene                | Riccardo Scarian   | Flavio Crespi      | Luca Giupponi     | Jenny Lavarda          | Claudia Salvadori      | Luisa Iovane       |
| V.       | 2004 | Aprica              | Riccardo Scarian   | Alberto Gnerro     | Luca Giupponi     | Jenny Lavarda          | Angelika Rainer        | Cinzia Donati      |
| VI.      | 2005 | Valdagno            | Lucas Preti        | Matthias Schmidl   | Luca Giupponi     | Jenny Lavarda          | Angelika Rainer        | Mik Shane Amici    |
| VII.     | 2006 | Premana             | Lucas Preti        | Manuel Corett      | Luca Giupponi     | Jenny Lavarda          | Cassandra Zampar       | Irene Bariani      |
| VIII.    | 2007 | Valdagno            | Lucas Preti        | Matthias Schmidl   | Luca Giupponi     | Jenny Lavarda          | Claudia Battaglia      | Eugenia Pistarà    |
| IX.      | 2008 | Valdagno            | Lucas Preti        | Stefano Ghisolfi   | Alessandro Boulos | Anna Gislimberti       | Jessica Morandi        | Jenny Lavarda      |
| X.       | 2009 | Valdagno            | Michel Sirotti     | Alessandro Boulos  | Leonardo Gontero  | Sara Morandi           | Anna Gislimberti       | Chiara Limonta     |
|          |      |                     |                    |                    |                   |                        |                        |                    |
| XI.      | 2010 | Turín               | Stefano Ghisolfi   | Leonardo Gontero   | Michel Sirotti    | Sara Morandi           | Anna Gislimberti       | Federica Mingolla  |
| XII.     | 2011 | Modena              | Alessandro Santoni | Stefano Ghisolfi   | Leonardo Gontero  | Claudia Ghisolfi       | Michela Facci          | Chiara Rogora      |
| XIII.    | 2012 | Arco                | Leonardo Gontero   | Alessandro Santoni | Michel Sirotti    | Chiara Rogora          | Sara Morandi           | Michela Facci      |
| XIV.     | 2013 | Turín               | Leonardo Gontero   | Alessandro Santoni | Stanislao Zama    | Sara Morandi           | Martina Zanetti        | Asja Gollo         |
| XV.      | 2014 | Arco                | Leonardo Gontero   | Alessandro Santoni | Ludovico Fossali  | Giulia Fossali         | Silvia Porta           | Martina Zanetti    |
| XVI.     | 2015 | Bolzano             | Leonardo Gontero   | Alessandro Santoni | Gian Luca Zodda   | Silvia Porta           | Elisabetta Dalla Brida | Giulia Fossali     |
| XVII.    | 2016 | Bolzano             | Leonardo Gontero   | Ludovico Fossali   | Gian Luca Zodda   | Elisabetta Dalla Brida | Giorgia Strazieri      | Silvia Porta       |
| XVIII.   | 2017 | Arco                | Ludovico Fossali   | Leonardo Gontero   | Gian Luca Zodda   | Giorgia Strazieri      | Martina Zanetti        | Sara Morandi       |
| XIX.     | 2018 | Campitello di Fassa | Leonardo Gontero   | Gian Luca Zodda    | Ludovico Fossali  | Elisabetta Dalla Brida | Anna Calanca           | Erica Piscopo      |

### Bouldering
|          | Rok  | Místo                    | Muži               | Muži               | Muži                | Ženy               | Ženy               | Ženy               |
| 1. místo | Rok  | Místo                    | 2. místo           | 3. místo           | 1. místo            | 2. místo           | 3. místo           |                    |
| -------- | ---- | ------------------------ | ------------------ | ------------------ | ------------------- | ------------------ | ------------------ | ------------------ |
| I.       | 2000 | Turín                    | Flavio Crespi      | Riccardo Scarian   | Lucio Giudici       | Giulia Giammarco   | Jenny Lavarda      | Valentina Garavini |
| II.      | 2001 | Campitello di Fassa      | Riccardo Scarian   | Flavio Crespi      | Christian Core      | Giulia Giammarco   | Lisa Benetti       | Stella Marchisio   |
| III.     | 2002 | Řím                      | Christian Core     | Luca Giupponi      | Luca Parisse        | Giulia Giammarco   | Stella Marchisio   | Stefania De Grandi |
| IV.      | 2003 | Campitello di Fassa      | Gabriele Moroni    | Georgos Progulakis | Christian Core      | Giulia Giammarco   | Giovanna Pozzoli   | Jenny Lavarda      |
| V.       | 2004 | Aprica                   | Christian Core     | Michele Caminati   | Flavio Crespi       | Jenny Lavarda      | Stefania De Grandi | Stella Marchisio   |
| VI.      | 2005 | Terst                    | Christian Core     | Stefano Ghidini    | Flavio Crespi       | Stefania De Grandi | Stella Marchisio   | Lisa Benetti       |
| VII.     | 2006 | Řím                      | Christian Core     | Lucas Preti        | Flavio Crespi       | Roberta Longo      | Sara Morandi       | Claudia Battaglia  |
| VIII.    | 2007 | San Martino di Castrozza | Gabriele Moroni    | Christian Core     | Lucas Preti         | Stella Marchisio   | Cassandra Zampar   | Roberta Longo      |
| IX.      | 2008 | Terst                    | Michele Caminati   | Lucas Preti        | Gabriele Moroni     | Anna Gislimberti   | Roberta Longo      | Jenny Lavarda      |
| X.       | 2009 | Turín                    | Lucas Preti        | Christian Core     | Marcello Bombardi   | Jenny Lavarda      | Elena Chiappa      | Alexandra Ladurner |
|          |      |                          |                    |                    |                     |                    |                    |                    |
| XI.      | 2010 | Modena                   | Jacopo Larcher     | Niccolò Ceria      | Stefano Ghisolfi    | Alexandra Ladurner | Elena Chiappa      | Giada Zampa        |
| XII.     | 2011 | Modena                   | Christian Core     | Michele Caminati   | Stefano Bettoli     | Claudia Ghisolfi   | Giada Zampa        | Annalisa De Marco  |
| XIII.    | 2012 | Modena                   | Christian Core     | Pietro Vangi       | Francesco Vettorata | Giada Zampa        | Alice Gianelli     | Sara Morandi       |
| XIV.     | 2013 | Modena                   | Michael Piccolruaz | Stefan Scarperi    | Alessandro Zeni     | Alexandra Ladurner | Jenny Lavarda      | Annalisa De Marco  |
| XV.      | 2014 | Modena                   | Stefan Scarperi    | Marcello Bombardi  | Riccardo Piazza     | Asja Gollo         | Giorgia Tesio      | Jenny Lavarda      |
| XVI.     | 2015 | Modena                   | Danilo Marchionne  | Michael Piccolruaz | Alessandro Palma    | Laura Rogora       | Giorgia Tesio      | Andrea Ebner       |
| XVI.     | 2016 | Modena                   | Gabriele Moroni    | Marcello Bombardi  | Francesco Vettorata | Laura Rogora       | Annalisa De Marco  | Andrea Ebner       |
| XVII.    | 2017 | Modena                   | Gabriele Moroni    | Marcello Bombardi  | Francesco Vettorata | Laura Rogora       | Annalisa De Marco  | Andrea Ebner       |

## Nejúspěšnější medailisté

### Muži
| Jméno               | Celkem            | Zlato | Stříbro                                                                   | Bronz | Disciplíny                    | Období                   |
| ------------------- | ----------------- | --- | ------------------------------------------------------------------------- | --- | ----------------------------- | ------------------------ |
| Luca Zardini        | 7/3/4 0/0/1       | · - |                                                                           | - · | obtížnost rychlost            | 1993-2010 2000-2001      |
| Flavio Crespi       | 6/2/1 0/1/0 1/1/3 | · - · | Stříbrná medaile · Stříbrná medaile · Stříbrná medaile · Stříbrná medaile | · - · | obtížnost rychlost bouldering | 1998-2009 2003 2000-2006 |
| Christian Core      | 1/0/0 6/2/2       | Zlatá medaile · Zlatá medaile · Zlatá medaile · Zlatá medaile · Zlatá medaile · Zlatá medaile · Zlatá medaile | - ·                                                                       | - · | obtížnost bouldering          | 1997 2001-2012           |
| Stefano Ghisolfi    | 5/2/0 1/2/0 0/0/1 | · - | · -                                                                       | - · - · | obtížnost rychlost bouldering | 2011- 2008-2011 2010     |
| Leonardo Gontero    | 5/2/2             | Zlatá medaile · Zlatá medaile · Zlatá medaile · Zlatá medaile · Zlatá medaile                                 | Stříbrná medaile · Stříbrná medaile                                       | Bronzová medaile · Bronzová medaile                                                                             | rychlost                      | 2009-                    |
| Lucas Preti         | 4/0/0 1/2/1       | Zlatá medaile · Zlatá medaile · Zlatá medaile · Zlatá medaile · Zlatá medaile                                 | - ·                                                                       | - · | rychlost bouldering           | 2005-2008 2006-2009      |
| Riccardo Scarian    | 4/0/0 1/1/0       | Zlatá medaile · Zlatá medaile · Zlatá medaile · Zlatá medaile · Zlatá medaile                                 | - ·                                                                       | | rychlost bouldering           | 2000-2004 2000-2001      |
| Cristian Brenna     | 3/3/1             | Zlatá medaile · Zlatá medaile · Zlatá medaile                                                                 | Stříbrná medaile · Stříbrná medaile · Stříbrná medaile                    | Bronzová medaile                                                                                                | obtížnost                     | 1994-2002                |
| Alberto Gnerro      | 3/2/2             | Zlatá medaile · Zlatá medaile · Zlatá medaile                                                                 | Stříbrná medaile · Stříbrná medaile                                       | Bronzová medaile · Bronzová medaile                                                                             | obtížnost                     | 1988-2004                |
| Gabriele Moroni     | 0/1/1 3/0/1       | - · | · -                                                                       | Bronzová medaile · Bronzová medaile                                                                             | obtížnost bouldering          | 2007-2009 2003-          |
| Alessandro Santoni  | 1/4/0             | Zlatá medaile                                                                                                 | Stříbrná medaile · Stříbrná medaile · Stříbrná medaile · Stříbrná medaile | | rychlost                      | 2011-2015                |
| Marcello Bombardi   | 1/1/2 0/3/1       | · - | Stříbrná medaile · Stříbrná medaile · Stříbrná medaile · Stříbrná medaile | Bronzová medaile · Bronzová medaile · Bronzová medaile                                                          | obtížnost bouldering          | 2011- 2009-              |
| Bernardino Lagni    | 1/3/1             | Zlatá medaile                                                                                                 | Stříbrná medaile · Stříbrná medaile · Stříbrná medaile                    | Bronzová medaile                                                                                                | obtížnost                     | 1998-2003                |
| Francesco Vettorata | 1/2/3 0/0/3       | · - | · -                                                                       | Bronzová medaile · Bronzová medaile · Bronzová medaile · Bronzová medaile · Bronzová medaile · Bronzová medaile | obtížnost bouldering          | 2011- 2012-              |

### Ženy
| Jméno               | Celkem             | Zlato | Stříbro                                                                   | Bronz                                                                     | Disciplíny                    | Období                    |
| ------------------- | ------------------ | --- | ------------------------------------------------------------------------- | ------------------------------------------------------------------------- | ----------------------------- | ------------------------- |
| Jenny Lavarda       | 15/2/2 7/0/1 3/2/3 | Zlatá medaile · Zlatá medaile · Zlatá medaile · Zlatá medaile · Zlatá medaile · Zlatá medaile · Zlatá medaile · Zlatá medaile · Zlatá medaile · Zlatá medaile · Zlatá medaile · Zlatá medaile · Zlatá medaile · Zlatá medaile · Zlatá medaile · Zlatá medaile · Zlatá medaile · Zlatá medaile · Zlatá medaile · Zlatá medaile · Zlatá medaile · Zlatá medaile · Zlatá medaile · Zlatá medaile · Zlatá medaile |                                                                           |                                                                           | obtížnost rychlost bouldering | 1998- 2000-2008 2000-2014 |
| Luisa Iovane        | 8/9/1 0/0/2        | · - | · -                                                                       | Bronzová medaile · Bronzová medaile · Bronzová medaile                    | obtížnost rychlost            | 1985-2006 2002-2003       |
| Laura Rogora        | 2/1/0 3/0/0        | Zlatá medaile · Zlatá medaile · Zlatá medaile · Zlatá medaile · Zlatá medaile | · -                                                                       |                                                                           | obtížnost bouldering          | 2015-                     |
| Giulia Giammarco    | 4/0/0              | Zlatá medaile · Zlatá medaile · Zlatá medaile · Zlatá medaile |                                                                           |                                                                           | bouldering                    | 2000-2003                 |
| Sara Morandi        | 3/1/1 0/1/1        | · - | Stříbrná medaile · Stříbrná medaile                                       | Bronzová medaile · Bronzová medaile                                       | rychlost bouldering           | 2009- 2006-2012           |
| Claudia Ghisolfi    | 1/0/2 1/0/0        | Zlatá medaile · Zlatá medaile · Zlatá medaile | -                                                                         | · - · -                                                                   | obtížnost rychlost bouldering | 2012-2014 2011            |
| Stella Marchisio    | 1/1/2 1/2/2        | Zlatá medaile · Zlatá medaile | Stříbrná medaile · Stříbrná medaile · Stříbrná medaile                    | Bronzová medaile · Bronzová medaile                                       | obtížnost bouldering          | 1995-1998 2001-2007       |
| Asja Gollo          | 1/0/3 0/0/1 1/0/0  | · - · |                                                                           | · -                                                                       | obtížnost rychlost bouldering | 2013-2015 2001-2005       |
| Raffaella Valsecchi | 1/1/4              | Zlatá medaile | Stříbrná medaile                                                          | Bronzová medaile · Bronzová medaile · Bronzová medaile · Bronzová medaile | obtížnost                     | 1988-1996                 |
| Lisa Benetti        | 1/3/1 0/1/1        | · - | Stříbrná medaile · Stříbrná medaile · Stříbrná medaile · Stříbrná medaile | Bronzová medaile · Bronzová medaile                                       | obtížnost bouldering          | 1993-2005 2015-           |